# Jelena Zamolodtjikova
Jelena Michajlovna Zamolodtjikova (ryska: Елена Михайловна Замолодчикова), född den 19 september 1982 i Moskva i Sovjetunionen (nu Ryssland), är en rysk före detta gymnast.
Zamolodtjikova tog OS-guld i fristående , OS-guld i hopp  och OS-silver i lagmångkampen  vid de olympiska gymnastiktävlingarna 2000 i Sydney.
Hon tog OS-brons i lagmångkampen i samband med de olympiska gymnastiktävlingarna 2004 i Aten.